# Гилфорд (остров)

Остров Гилфорд (на английски: Gilford Island) е 11-ият по големина остров край западните брегове на Канада в Тихия океан. Площта му е 384 km², която му отрежда 78-о място сред островите на Канада. Административно принадлежи към канадската провинция Британска Колумбия.
Островът се намира край западното крайбрежие на Британска Колумбия. На север, изток и югоизток тесният проток (канал) Трибюн го отделя от континенталната част на Северна Америка, а на юг и югозапад също такъв тесен проток, Найт – от три по-малки острова Търнър, Вилидж и Крийси. На северозапад от него е архипелагът Броутън, който включва островите Броутън, Бейкър, Марс, Бонуик и десетки други по-малки.
Бреговата линия с дължина 170 km е силно разчленена, с множество малки заливи и полуострови.
Релефът на запад е хълмист, а на изток – планински, с максимална височина от 1239 m (връх Маунд Хилтън) в най-югоизточния ъгъл на острова. Има няколко езера – Гилфорд, Фрейзър, Батъл, Лус, Пойнтър и други по-малки.
Климатът е умерен, морски, влажен, предпоставка за пълноводни почти през цялата година къси реки. Голяма част от острова е покрита с гъсти иглолистни гори, които предоставят идеални условия за богат животински свят.
Островът е открит и първоначално изследван и картиран от британския морски офицер Уилям Робърт Броутън през лятото на 1792 г., участник в експедицията на Джордж Ванкувър (1791 – 1795).
По принцип островът е необитаем, но през летния сезон има постоянен персонал в трите ваканционни селища: Ехо Бей (Echo Bay, 50°45′05″ с. ш. 126°29′46″ з. д. / 50.751389° с. ш. 126.496111° з. д.) и Скот Коув (Scott Cove, 50°45′57″ с. ш. 126°27′42″ з. д. / 50.765833° с. ш. 126.461667° з. д.) на северозападното крайбрежие и Хийлт Бей (Health Bay, 50°41′46″ с. ш. 126°36′02″ з. д. / 50.696111° с. ш. 126.600556° з. д.) – на западното крайбрежие. В района на селището Ехо Бей е разположен провинциален парк със същото название.